# Begraafplaats van Picquigny
De gemeentelijke begraafplaats van Picquigny is een begraafplaats gelegen in de Franse plaats Picquigny in het departement Somme in de regio Hauts-de-France.

## Picquigny Communal Cemetery
De begraafplaats telt 10 geïdentificeerde Gemenebest-graven uit de Eerste Wereldoorlog. De militaire graven worden onderhouden door de Commonwealth War Graves Commission, die de begraafplaats heeft ingeschreven als Picquigny Communal Cemetery.
Verder naar het westen werd aan het einde van de Eerste Wereldoorlog de Picquigny British Cemetery aangelegd dat ook wordt onderhouden door de Commonwealth War Graves Commission.